# NGC 7806
NGC 7806 је спирална галаксија у сазвежђу Пегаз која се налази на NGC листи објеката дубоког неба.
Деклинација објекта је + 31° 26' 31" а ректасцензија 0h 1m 30,1s. Привидна величина (магнитуда) објекта NGC 7806 износи 13,5 а фотографска магнитуда 14,3. NGC 7806 је још познат и под ознакама UGC 12911, MCG 5-1-25, CGCG 499-37, KCPG 602B, VV 226, ARP 112, CGCG 498-65, PGC 112.